# Near Death
Pour plus de détails, voir Fiche technique et Distribution.
Near Death est un film documentaire américain de Frederick Wiseman sorti en 1989, et tourné dans le service de soins intensifs de l'hôpital Beth Israel de Boston.

## Synopsis
Vingt ans après avoir tourné Hospital, Frederick Wiseman s'intéresse aux relations complexes entre patients, familles, médecins, infirmiers, dans un service de soins intensifs. Avec une équipe médicale nombreuse et compétente, des locaux adaptés, il s'agit d'une service de pointe de l'hôpital Beth Israel de Boston. À travers les discussions éthiques et médicales des médecins, le cinéaste met en avant la valeur psychologique du processus médical.
Maintenir artificiellement en vie ou laisser la mort s'emparer de ceux dont les organes vitaux ne peuvent plus fonctionner de façon autonome, comment réagissent, soignants, patients et familles confrontés aux choix éthiques, médicaux, religieux et légaux relatif à la fin de vie.
Les visites des parents, les conversations des médecins et infirmières, les conversations avec les proches, Frederick Wiseman filme le quotidien de l'institution. Devant la mort, les soignants sont aussi démunis que n'importe qui. Au-delà du savoir médical, il ne reste plus à chacun que de réagir avec sa propre sensibilité, sa propre personnalité.

## Fiche technique
- Titre : Near Death
- Réalisation et montage : Frederick Wiseman
- Prise de vue: John Davey
- Production: Exit Films
- Genre : documentaire
- Durée : 358 minutes
- Date de sortie aux États-Unis : 7 octobre 1989[2]

## Distinctions
- Prix de l'Âge d'or 1989
- En 1990, le film est primé au Festival International de Film de Berlin[3]